# 美國紀行
《美國紀行》（英語：American Notes）是英國作家查爾斯·狄更斯於1842年出版的遊記，敘述他在美國旅行的所見所聞，除此之外還批評和暗諷了美國社會的各種黑暗現象，如貧富差距、奴隸制度等。他在本書的結語表示：「我一開始的時候，就把後面這一句話當作我唯一的目標：那就是，我寫到什麼地方，也把讀者老老實實帶到什麼地方；這個目標可以說達到了。」
狄更斯在1842年當年第一次造訪美國，他每到一個城市都幾乎會參觀當地的政府機構和公共設施，以了解當地居民的生活；雖然他在美國受到了熱烈歡迎，但仍對美國感到失望。

## 外部連結
在線版本
- American Notes at Internet Archive (scanned books original editions color illustrated)
  - American Notes, New York: John W. Lovell company. 1883
- American Notes - 古腾堡计划
- LibriVox中的公有领域有声书《American Notes》
- American Notes at University of Adelaide (HTML)
- American Notes at University of Virginia (HTML with reviews and maps)